# Daniella Mastricchio
Daniella Paola Mastricchio (Buenos Aires, 18 de noviembre de 1987) es una actriz y cantante argentina. Se hizo conocida por su papel de Sol Rivera en la exitosa telenovela infantil Chiquititas producida por Cris Morena. Luego de Chiquititas realizó participaciones en otras tiras de Telefe y actuó en obras de teatro independientes. Estuvo alejada de los medios por varios años, hasta que en 2015 comenzó a regresar y desde 2020 brilla como cantante de distintos estilos musicales como pop, cumbia y reguetón. En diciembre de 2023 y luego de mucho esfuerzo y dedicación, Dani llega a la Avenida Corrientes donde brindó un show musical para más de 1500 personas; en el cual además de cantar los grandes hits de Chiquititas, repasó los cortes de su primer álbum "De corazón".

## Carrera
En 1995, a la edad de siete años, fue convocada por Cris Morena para formar parte del elenco de Chiquititas. En la serie interpretaba a Sol Rivera, una niña que había perdido a su madre, y cuyo padre la había abandonado al nacer, por lo que queda a cargo de la mejor amiga de su madre, Belén Fraga (Romina Yan). Junto a Belén se va a vivir al hogar de huérfanos en el que Belén trabaja.
Después de cuatro años interpretando a Sol Rivera, a finales de 1998, se retiró de Chiquititas. 
Entre 1999 y 2000, fue invitada a Sábado Bus junto a sus excompañeros de la tira. En 1999, fue al set de Causa Común para ser entrevistada. 
En 2001, participó del último capítulo de Chiquititas, junto a otros viejos actores de la novela. Ese mismo año, fue convocada por Cris Morena para el especial Chiquititas de Oro, en donde ella y los personajes más destacados y queridos de todas las temporadas se reunieron para recibir el premio Chiquititas de Oro.
En 2002 participó de la telenovela Kachorra, donde tuvo un pequeño papel. Un año después, participó en la telenovela Máximo corazón. 
En 2007 participó en la serie web "Mala Rata" interpretando el papel de Vicky.
Desde 2015 esta volviendo de a poco al mundo del espectáculo. Anuncio la primera realización de una obra teatral ptopia, titulada "un cuento atrapa sueños" con libretos de su marido, el escritor Mauro Yakimiuk. Pero el proyecto quedó cancelado al separarse del mismo. También participó de la obra titulada "La que nunca estuvo"escrita y dirigida por el antes mencionado.
En 2017 interpretó a Jessica en la obra teatral "El tiro por la culata".
En 2017, nació su hijo Bautista, el cual fue presentado el 24 de febrero de dicho año en el programa Las Puertas, conducido por Guido Kaczka  emitido por El Trece .
En el año 2018 comenzó a dictar clases de teatro infantil para los pequeños que quisieran unirse al medio actoral. Ese mismo año participó en el homenaje a Romina Yan titulado ViveRo:noche de sueños.
En 2019 comenzó un nuevo proyecto personal al cual llamara "Luz & Bichito" que es más bien un proyecto musical que aun está siendo desarrollado.
Casi a finales del año 2020, Daniella lanzó su primer tema como cantante solista titulado "Knock out" el cual salió el 18 de septiembre de 2020, en ese mismo año lanzó también su segundo tema llamado “Sin testigos” el cual tuvo estreno el 13 de noviembre de 2020. A estas canciones le siguieron "Fuego" "Sé" "Mi despertar" "De corazón" y el gran hit de su primer trabajo discográfico "Ni da" cuya letra y videoclip generaron mucha polémica entre sus seguidores y parte de la prensa por el uso de un ataúd como parte del arte. La letra del tema tiene muchas indirectas hacia una de sus excompañeras de chiquititas, quien no paro de criticarla durante años, injustificada y ridículamente. 
Para 2021 se creó su canal de Youtube donde sube videos diariamente y sus canciones.

## Primer trabajo discográfico independiente
Como mencionamos anteriormente, desde septiembre de 2020 Dani viene realizando un trabajo como cantante solista impecable y con mucho énfasis. Lo que en primera instancia arranco solo con algunas canciones, más tarde se convirtió en el futuro lanzamiento de su primer material discográfico independiente titulado "De corazón".
Todas las canciones fueron trabajadas en conjunto con el músico Nicolás Mhelo en el estudio "El templo" y lanzadas en su canal de Youtube "DANI MASTRICCHIO OFICIAL", dicho canal cuenta a la fecha con más de 131 mil suscriptores quienes disfrutan de la música de Mastricchio.
El 1 de agosto de 2021 presenta en dicho canal su primer show acústico. En el mismo, cantó varias de las canciones de su primer álbum, también interpretó la canción "Hay un lugar" (Tema interpretado por Lali en Casi Ángeles 2008) y, por supuesto, el infaltable "Corazón con agujeritos" esta vez, acompañada por su músico Nicolás, en la voz de la inolvidable y hermosa Romina Yan. El video cuenta con más de 128 mil visitas y hasta la misma Cris Morena le dedicó una publicación en su cuenta oficial de Instagram, agradeciéndole y felicitándola.
La lista de canciones de su primer material se completa con:
1 Knock out
2 Sin testigos
3 Fuego
4 Cuentas claras (ft. Florencia Otero)
5 El elegante
6 Mi despertar
7 Sé
8 Ni da
9 De corazón
Todas estas canciones fueron presentadas en un gran show que Dani realizó en el teatro MULTIESCENA ubicado en plena calle Corrientes, el cual fue visto por más de 1500 personas, entre las cuales también estuvieron algunas de sus excompañeras de Chiquititas como Georgina Mollo, Solange Verina, Gimena Piccolo, entre otras.
El camino musical de Daniella Mastricchio está en ascenso permanente y sus miles de aficionados aguardan ansiosos la salida de nuevas canciones, videoclips y presentaciones teatrales.

## Televisión
| Año         | Programa                      | Personaje               |
| ----------- | ----------------------------- | ----------------------- |
| 1992 - 1998 | Susana Giménez                | Ella misma (invitada)   |
| 1995 - 1998 | Chiquititas                   | Sol Rivera/Méndez Ayala |
| 1997 - 1998 | Almorzando con Mirtha Legrand | Ella misma (invitada)   |
| 1999 - 2000 | Sábado bus                    | Ella misma (invitada)   |
| 1999        | Causa Común                   | Ella misma (invitada)   |
| 2001        | Chiquititas                   | Sol Rivera/Méndez Ayala |
| 2002        | Kachorra                      | Lilian                  |
| 2003        | Máximo corazón                |                         |
| 2007        | Mala Rata                     | Vicky                   |
| 2017        | Confrontados                  | Ella misma (invitada)   |
| 2018        | ViveRo:noche de sueños        | Ella misma              |

## Publicidades
| Año         | Publicidad          | Rol                     |
| ----------- | ------------------- | ----------------------- |
| 1991        | Banco Rio           | Ella misma              |
| 1994        | Caldos Knorr        | Ella misma              |
| 1996 - 1998 | Revista Chiquititas | Sol Rivera/Méndez Ayala |

## Teatro
| Año        | Obra                   | Personaje                   | Dirección            | Teatro             |
| ---------- | ---------------------- | --------------------------- | -------------------- | ------------------ |
| 1996 -1998 | Chiquititas            | Sol Rivera/Sol Méndez Ayala | Cris Morena          | Teatro Gran Rex    |
| 2015       | La que nunca estuvo    |                             | Mauro Yakimiuk       |                    |
| 2015       | Un cuento Atrapasueños |                             | Daniella Mastricchio |                    |
| 2017       | El tiro por la culata  | Jessica                     | Gabyta Fridman       | Teatro El Tinglado |

## Radio
| Año  | Programa          | Emisora      | Notas    |
| ---- | ----------------- | ------------ | -------- |
| 2017 | Para Cosas Buenas | Fm Late 93.1 | Invitada |